# San Severo
San Severo este o comună din provincia Foggia, regiunea Puglia, Italia, cu o populație de 49.328 locuitori (1 ianuarie 2023) și o suprafață de 336,31 km².

## Demografie
San Severo - evoluția demografică

|  | Graficele sunt indisponibile din cauza unor probleme tehnice. Mai multe informații se găsesc la Phabricator și la wiki-ul MediaWiki. |

Date: Recensăminte sau birourile de statistică - grafică realizată de Wikipedia

## Heraldică
Stema orașului îl arată pe Sfântul Severin (San Severo) reprezentat călare deasupra unui nor. Sfântul este înveșmântat în alb cu o cruce roșie pe piept. În mâna stângă ține un steag roșu cruciat în timp ce cu dreapta binecuvântează orașul aflat sub nor.

## Personalități născute aici
- Rosanna Fratello (n. 1951), cântăreață, actriță.